# Jeanne Foster
Jeanne Robert Foster (10 mars 1879 – 22 septembre 1970) est une poétesse américaine qui fut successivement top model, journaliste et critique d'art, puis assistante sociale.

## Biographie
Née  Julia Elizabeth Oliver à  Johnsburg dans l'État de New York, elle épouse à dix sept ans un agent d'assurance de vingt trois plus âgé qu'elle, Matlock Foster, avec lequel elle s'installe à Rochester (New York). Encouragée par son mari, elle y obtient le diplôme d'un institut professionnel. Devenue une modeste actrice de théâtre formée à la Stanhope-Wheatcroft Dramatic School, elle trouve à New York, où le couple habite en alternance, à travailler comme journaliste de mode pour le New York Sunday American puis comme mannequin, en particulier pour Vanity Fair. Grâce aux photographes Charles Dana Gibson et Harrison Fisher, elle acquiert dès 1901 aisance financière et célébrité. Le couple déménage cette année-là pour Boston où elle s'inscrit à l'université Harvard et devient reporter pour un journal local, le Boston American.
En 1911, de retour à New York, elle est embauchée comme assistante de rédaction de l'American Review of Reviews et comme correspondante de la Revue transatlantique, magazines dans lesquels elle tient les rubriques littéraires et multiplie les critiques d'art. En 1916, elle publie un recueil de poésie narrative, Voisins d'hier, où elle évoque la ruralité et la pauvreté des monts Adirondacks de son enfance, par opposition à un New York inégalitaire et conformiste qui cantonne la femme à des tâches subalternes.
Durant la guerre, elle est missionnée par les services secrets à Londres, pour superviser l'hébergement des civils et militaires américains, puis à Paris, officiellement pour sauvegarder les caricatures d'Abraham Lincoln conservées à la Bibliothèque nationale de France. C'est durant cette période, qu'elle noue une relation intime avec le collectionneur et millionnaire John Quinn, qui collabore depuis des années avec l'Intelligence Service à l'infiltration des réseaux de révolutionnaires irlandais et dont elle devient de fait l'assistante. Il l'introduit dans le cercle de ses amis de l'Armory Show, qui réunit tout ce que l'époque compte de romanciers, de poètes, de peintres, d'illustrateurs, de sculpteurs et de musiciens le plus en vue et la met en contact avec les artistes du renouveau irlandais, John Butler Yeats, Lady Gregory, Douglas Hyde, James Joyce. 
En 1922, après onze ans de journalisme, elle quitte l'American Review of Reviews pour ne se consacrer qu'à la collection de John Quinn. Celui-ci a depuis 1919 un correspond en Europe en la personne d'Henri-Pierre Roché, lequel organise en 1923 leurs voyage à Paris et lui fait rencontrer les acteurs de la modernité artistique tels Constantin Brâncuși et Jules Pascin.
Après la mort de John Quinn, elle collabore à partir de 1925 à l'établissement de la Collection commémorative John Quinn à la New York Public Library. Pour solder les comptes, les trente sculptures de Constantin Brâncuși que comporte la collection, dont les fameux Oiseaux ou Pasarea maiastra, sont cédées à Marcel Duchamp et Henri-Pierre Roché. Son mari étant désormais invalide, elle continue de réunir autour d'elle les artistes modernistes, plus particulièrement Ford Madox Ford, Ezra Pound et le poète irlandais William Butler Yeats. Comme Beatrice Wood, elle entretient également une relation avec l'occultiste anglais Aleister Crowley.
En 1932, devenue veuve, elle emménage définitivement à Schenectady, où elle avait installée sa famille dès 1901. Là, elle s'investit dans l'action sociale. De 1938 jusqu'à sa retraite, en 1955, elle travaille comme conseiller délégué auprès des allocataires de l'aide sociale au logement de la municipalité et milite pour ce qui deviendra le premier programme de logement sociaux pour personnes âgées de l'État de New York.
Elle meurt sans avoir terminé le second volume de Voisins d'hier dont Noel Riedinger-Johnson, l'héritière d'amis proches de la poétesse, publie seize ans plus tard ce qui a pu en être rassemblé sous le titre Portraits d'Adirondack - Tranche d'époque.
Elle est enterrée au cimetière rural de Chestertown dans les Adirondacks aux côtés de John Butler Yeats. Elle avait fait de William M. Murphy, un disciple et biographe de celui-ci, son légataire universel. Ses archives, manuscrits, articles de presse, photographies, correspondance, constituent la collection Jeanne R. Foster-William M. Murphy Collection au sein du fonds John Quinn de la New York Public Library. Certains de ses écrits sont archivés à la Houghton Library de l'université Harvard où elle avait étudié l'art.